# Вроцлав-Миколаюв
Вроцлав-Миколаюв (пол. Wrocław Mikołajów) — железнодорожная станция (ранее остановочный пункт и путевой пост управляемый со станции Вроцлав-Поповице) в городе Вроцлав, в Нижнесилезском воеводстве Польши. Имеет 2 платформы и 4 пути.
Путевой пост Бреслау-Николайтор (нем. Breslau Nicolaitor) был создан в 1906 году. Остановочный пункт Николайтор (нем. Haltepunkt Nikolaitor) был построен в 1914 году, когда эта территория была в составе Германской империи. Название «Вроцлав-Миколаюв» было установлено для путевого поста и остановочного пункта в 1945 году. Капитальный ремонт вокзала был проведен в 2010—2011 годах. В результате реконструкции в апреле 2015 года была создана пассажирская станция.